# Le Tunnel (Bernhard Kellermann)
Pour les articles homonymes, voir Le Tunnel.
Le Tunnel ((de) Der Tunnel) est un roman d'anticipation technique de l'auteur allemand Bernhard Kellermann paru en 1913.

## Argument
L'ingénieur américain Mac Allan, inventeur de l'allanite, un métal dur et résistant comme le diamant, cherche à financer un gigantesque projet technique : creuser un tunnel ferroviaire qui relierait l'Europe aux États-Unis.

## Présentation de l'œuvre
Le roman de Bernhard Kellermann, paru aux éditions S. Fischer Verlag en 1913, fut l'un des plus grands succès éditoriaux outre-Rhin de la première moitié du XXe siècle. En 1939, le tirage du roman s'élevait déjà à plus d'un million d'exemplaires.
Divisé en six parties et cinquante chapitres, le roman relate les différentes étapes de la construction d'un tunnel transatlantique qui doit relier par une voie ferroviaire les continents européen et américain. Bernhard Kellermann décrit ces travaux gigantesques avec leurs conséquences humaines, psychologiques, économiques et sociales. Malgré ses nombreuses pertes humaines, ses grèves massives, les crises boursières mondialisées qui l'affectent et les procès retentissants qui le menacent, le projet s'achève enfin, vingt-cinq ans plus tard.

## Présentation des personnages
Les principaux personnages du roman sont classés dans l'ordre alphabétique de leur patronyme :
- Mac Allan, ingénieur américain, initiateur et concepteur du projet de tunnel transatlantique ;
- Maud Allan, épouse de l'ingénieur, passionnée de musique ;
- Edith Allan, fille de Mac et Maud Allan ;
- Bärmann, ingénieur allemand en poste dans la portion américaine du tunnel ;
- Mrs. Brown, femme richissime, connue pour sa pingrerie ;
- John Farbey, ingénieur responsable de la portion de tunnel des Bermudes ;
- Harriman, ingénieur et chef de projet du tunnel ;
- Hobby, architecte célèbre et ami d'enfance de Maud Allan ;
- Kilgallan, président du trust de l'acier ;
- Lion, serviteur des Allan, d'origine chinoise ;
- C. H. Lloyd, richissime banquier américain, principal soutien financier de Mac Allan ;
- Ethel Lloyd, fille du banquier, grande admiratrice de Mac Allan ;
- Michael Müller, dit "le gros Müller", ingénieur allemand responsable de la portion de tunnel des Açores ;
- Strom, électro-technicien russe, homme de confiance de Mac Allan.
- S. Woolf, financier international d'origine hongroise, président du Syndicat du Tunnel ;

## Édition française
- Bernhard Kellermann, Le Tunnel, traduit de l'allemand par Cyril Berger et Werner Klette, Ernest Flammarion Éditeur, 1922 [?], réédité en 1934 en un seul tome (version abrégée). Réédition de la version intégrale (2018) en deux tomes de l'édition de 1913 (PRNG Editions, tome 1 : 9782366341058 ; tome 2 : 9782366341164) ainsi qu'en e-books.

## Adaptations cinématographiques
Le roman de Bernhard Kellermann connut deux adaptations cinématographiques successives. La première, muette, (Der Tunnel) fut réalisée par William Wauer en 1915, et la seconde, parlante avec Jean Gabin et Madeleine Renaud, par Curtis Bernhardt en 1933.